# Nessuno torna indietro
Nessuno torna indietro è un film del 1945, diretto da Alessandro Blasetti, tratto dall'omonimo romanzo di Alba de Céspedes.

## Trama
Alcune ragazze di diversa provenienza ed estrazione sociale vivono in un collegio universitario e sognano il loro futuro ma non sempre i loro desideri si possono realizzare. 
La storia d'amore di Vinca con un esule spagnolo è interrotta dallo scoppio della guerra di Spagna. 
Silvia è l'intellettuale del gruppo, ambiziosa e volitiva, diviene assistente di un professore universitario, ma finisce per innamorarsene e quasi a rinunciare alla carriera.
L'affascinante Xenia, dopo essere stata bocciata ad un esame, decide di fuggire dal collegio, incontrando lo scanzonato Maurizio sul treno per andare a Milano: lì conosce un industriale milanese e ne diviene l'amante.
Emanuela è la mamma ricca e cinica di una bambina avuta da un aviatore morto; la bimba è lasciata dalle suore, mentre la mamma conosce un uomo affascinante.
Milly, introversa e romantica, ama la musica e si innamora di un cieco ma muore improvvisamente. 
L'ambiziosa Valentina passa il tempo ad invidiare le sue amiche più grandi ed a contenderne i corteggiatori. Sarà la sola a rimanere al collegio.
Anna rimpiange la vita in campagna, ma quando ci torna tutto è cambiato: decide di sposarsi con Mario.

## Produzione
Il film venne girato nei primi mesi del 1943 negli stabilimenti della Scalera Film di Roma.
Il titolo provvisorio del film durante la lavorazione era Istituto Grimaldi ma poi si scelse di mantenere quello del romanzo da cui era tratto.
Come il libro da cui fu tratto, anche il film ebbe problemi con la censura e subì i tagli e le modifiche imposti dall'Ufficio dello Spettacolo del Sottosegretariato per la Stampa e le Informazioni.

## Distribuzione
A causa delle contingenti difficoltà dovute alla guerra, il film riuscì ad essere distribuito nel circuito cinematografico italiano solo a partire dal 5 gennaio del 1945.

## Curiosità
- Pietro Germi fu nella troupe del film come terzo assistente alla regia volontario.